# Send Me on My Way
"Send Me on My Way" é um single de 1995 da Rusted Root. Chegou ao número 72 na Billboard Hot 100 . A música tem sido usada frequentemente comercialmente, notavelmente pela Enterprise Rent-A-Car em comerciais nacionais de longa duração.

## Lançamento
Originalmente lançado como uma versão tosca em 1992 Cruel Sol, foi regravada em 1994 para o seu segundo álbum, Quando eu Acordei.  Raiz do vocalista da banda, Michael Glabicki, escreveu as letras, e os demais membros de – Liz de Berlim, João Buynak, Jim Dispirito, Jim Donovan, Patrick Norman e Jennifer Wertz – contribuiu para a pista.
Em fevereiro de 2013, em uma entrevista com Songfacts, Glabicki lembrou entrar em estúdio da banda – um armazém com grandes janelas – em um dia ensolarado, pegar um violão e apenas escrever a canção no meio de "muito, muito feliz, sentindo-se" em que "havia um monte de felicidade no quarto". Na mesma entrevista, ele disse que Toni Childs foi uma influência sobre a música.
A canção faz uso de absurdas frases como "oombayseeyou" e "seemoobadeeyah". Estes foram adicionados sob o fundamento de que eles soava bem e me senti bem e uso de uma palavra do dicionário não teria sido uma melhoria. Além disso, a música contém um centavo apito solo jogado por Rusted Root membro João Buynak.

## Recepção crítica
A recepção crítica foi mista. Em janeiro de 2014, em uma revisão para a Cruel Sol, Kurt Keefner disse que "o Africano vocal riff de "Enviar-Me no Meu Caminho" é ruim Ladysmith Black Mambazo", enquanto que Chris Baker, da Syracuse.com disse: "A canção do pep e leveza é, sem dúvida, responsável por seu sucesso. Ao contrário do fervor encontradas em canções como "Êxtase" ou "Perdido em uma Multidão," "Enviar-Me no Meu Caminho" é um otimismo desenfreado – perfeito para um filme infantil."

## Na cultura popular
Ele tem mantido desde então um amplo reconhecimento através do seu uso frequente na motion picture trilhas sonoras, mais notadamente no cinema a adaptação de Roald Dahl, Matilda, bem como a Era do Gelo, da Blue Sky Studios. Isso também inclui outros meios de comunicação, tais como:
- Party of Five (1996 trilha sonora).[6]
- Pie in the Sky (1996).
- Matilda (1996).
- Corrida do Sol (1996).
- A Teoria de Voo (1998).[7]
- A Era Do Gelo (2002)
- O Sr. e Sra. Smith (2005)
- Parado (2005).
- Usado como música tema para Treehouse TV que Estamos Lá Ainda?: Mundo De Aventura (2007-2009).[8]
- O alfa e o Ômega (2010)
- Chuck (2011).
- Destaque da música na NHL e NCAA campanhas para a Enterprise Rent-A-Car, que foi ao ar 254 vezes entre 2011-2013.[9]
- Menina Nova Temporada 1, Episódio 12 (2012).
- Cuco – Temporada 3, Episódio 7 (BBC versão 3) (2015).
- Boca Grande - Temporada 1, Episódio 4 (2017)

Além disso, os engenheiros da NASA escolheu "Send Me on My Way", como "despertar" música para o Mars Exploration Rover Opportunity.
Por causa de seu uso na cultura popular, o vocalista Glabicki disse que a canção tornou-se "uma coisa diferente para nós. É essa coisa que vive ao nosso lado. Todo mundo tem uma grande memória ou conexão com a música. A música cresceu e agora tem uma vida própria; é maior, podemos sentar e assistir a ele.".